# Docolamia incisa
Docolamia incisa là một loài bọ cánh cứng trong họ Cerambycidae.